# Aleksander (Dobrynin)
Aleksander, imię świeckie Andriej Wasiljewicz Dobrynin (ur. 1819 lub 1820 w Wierieju, zm. 28 kwietnia 1885 w Wilnie) – rosyjski biskup prawosławny.

## Życiorys
Pochodził z rodziny duchownego prawosławnego. Ukończył seminarium duchowne w Jarosławiu, a następnie Petersburską Akademię Duchowną. W 1845 uzyskał tytuł naukowy magistra i został nauczycielem matematyki w seminarium duchownym w Nowogrodzie. 17 listopada 1846 złożył wieczyste śluby mnisze, zaś 21 listopada tego samego roku został wyświęcony na hieromnicha. Od 1847 był inspektorem seminarium duchownego w Permie, gdzie wykładał ponadto historię. Od 1849 był inspektorem seminarium nowogrodzkiego i równocześnie wykładowcą filozofii. W 1851 otrzymał godność archimandryty.
31 sierpnia 1851 przybył do monasteru Świętego Ducha w Wilnie, gdzie objął również kierownictwo nad seminarium duchownym. 2 listopada 1860 miała miejsce jego chirotonia na biskupa kowieńskiego, wikariusza eparchii wileńskiej i litewskiej. 14 sierpnia 1868 objął samodzielną katedrę mińską i bobrujską. W 1871 osobiście nadzorował prace nad tworzeniem projektu soboru w Borysowie, chcąc, by cerkiew ta była wzniesiona w idealnym stylu ruskim i stanowiła wzór dla świątyń wznoszonych w przyszłości w eparchii.
W marcu 1877 podniesiony do godności arcybiskupiej. Od kwietnia 1877 przez dwa lata był biskupem dońskim i nowoczerkaskim. Następnie w 1879 mianowany arcybiskupem wileńskim i litewskim, pełnił urząd do swojej śmierci w 1885. Został pochowany w cerkwi monasteru Świętego Ducha w Wilnie.